# 지방도 제409호선
지방도 제409호선은 강원특별자치도 원주시 호저면 만종리 만종 교차로와 횡성군 서원면 유현리 석화삼거리를 잇는 강원특별자치도의 지방도이다.
원래 구간은 노선명처럼 원주시 흥업면부터 시작되었으나 흥업면부터 호저면까지 구간은 지방도 지정이 해제된 상태다.

## 역사
- 2002년 10월 19일 : 사일교 개축공사로 인해 원주시 흥업면 흥업리 ~ 횡성군 서원면 유현리 325m 구간 도로구역 변경[1]
- 2003년 2월 15일 : 원주시 도시계획도로 구간 제외로 인해 노선 연장 조정[2]
- 2016년 12월 19일 : 원주시 지정면 신평리 2.44km 구간 확장 개통, 기존 2.61km 구간 폐지[3]
- 2019년 2월 1일 : 원주시 지정면 신평리 ~ 호저면 만종리 1.19km 구간 확장 개통, 기존 1.0km 구간 폐지[4]

## 주요 경유지
- 원주시
  - 호저면 만종 교차로 - 만종1교 - 만종2교
  - 지정면 만종2교 - 하차1교 - 하차2교 - 신평사거리 - 차면사거리 - 물지울사거리 - 나낭버덩삼거리 - 신평초등학교 - 누산사거리 - 신평교 - 진등재
  - 호저면 무장리
  - 지정면 동서울레스피아GC - 월송리 - 옥계대교

- 횡성군
  - 서원면 옥계대교 - 대산2교 - 대산1교 - 옥계리 - 서원초등학교 옥계분교(폐교) - 사절교 - 석화교 - 약사전1교 - 약사전2교 - 석화리 - 석화2교 - 석화1교 - 유현리 - 석화삼거리

## 도로명
- 원주시 호저면 만종삼거리 ~ 지정면 신평교 동단 : 신무로
- 원주시 지정면 신평교 동단 ~ 횡성군 서원면 석화교 북단 : 신평석화로
- 횡성군 서원면 석화교 북단 ~ 석화삼거리 : 서원서로